# Panicaut de Bourgat
Pour les articles homonymes, voir Bourgat.
Eryngium bourgatii
Espèce
Classification phylogénétique
Le Panicaut de Bourgat , ou Chardon bleu des Pyrénées  (Eryngium bourgatii), est une espèce de plante herbacée vivace de la famille des Apiacées.
Son aire de répartition s’étend des Pyrénées à la péninsule Ibérique.

## Description
C'est un chardon d'une cinquantaine de centimètres aux fleurs bleu intense.
Voici la description de la plante par Hippolyte Coste : « Plante vivace de 20-40 cm., bleuâtre, très épineuse, à souche épaisse ; tige dressée, simple ou rameuse au sommet ; feuilles coriaces, suborbiculaires-palmatipartites, à segments oblongs ou lancéolés profondément divisés en lobes divergents épineux ; fleurs bleues, en têtes ovoïdes pédonculées ; involucre d'un vert bleuâtre, à 10-12 folioles étalées-dressées, linéaires-lancéolées, entières ou à 1-3 dents de chaque côté, coriaces, fortement nervées ; paillettes entières ; calice fructifère à dents dressées ; fruit obovale, couvert d'écailles ovales-obtuses. »
La floraison a lieu de juillet à août.

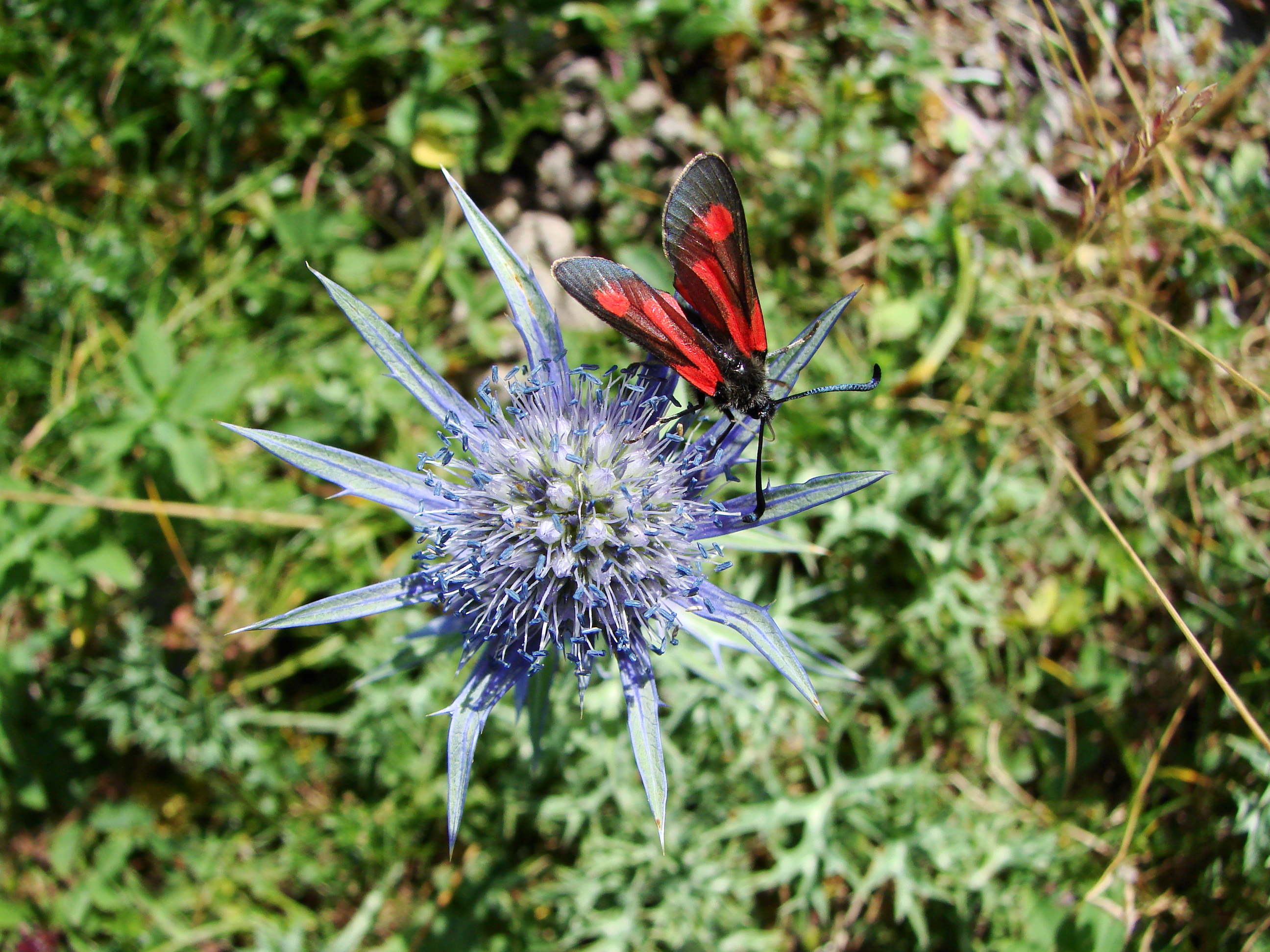
Zygène sur une inflorescence (ombellule) avec fleurs aux étamines bleues.
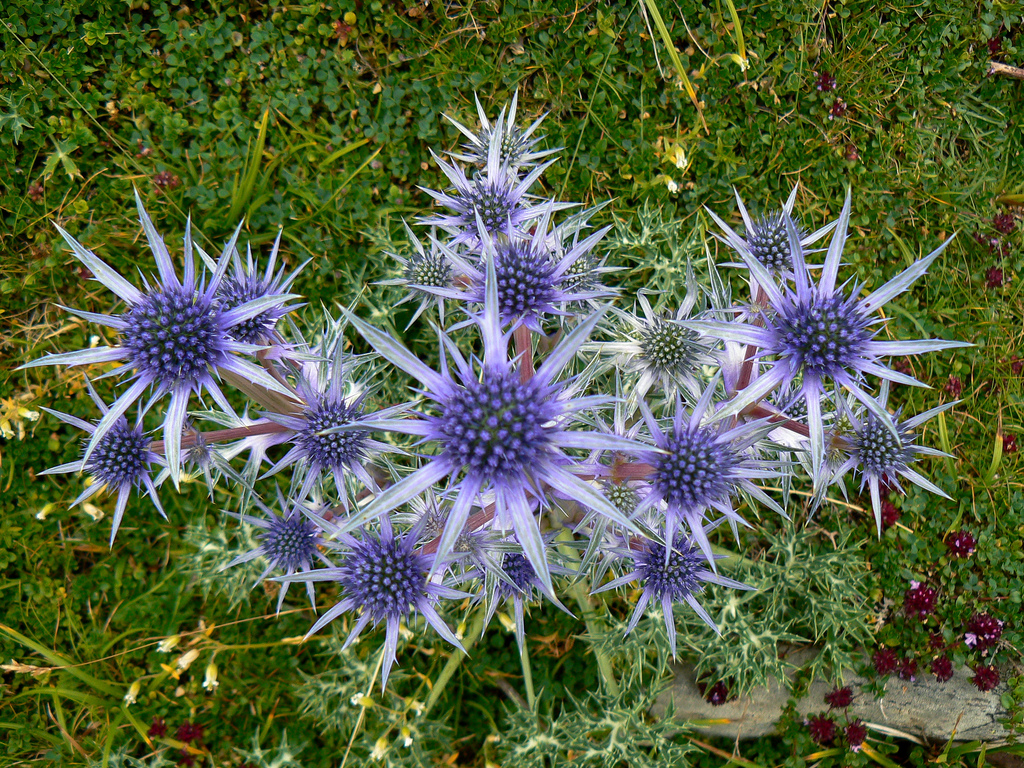
Inflorescence (ombelle) vue de dessus.
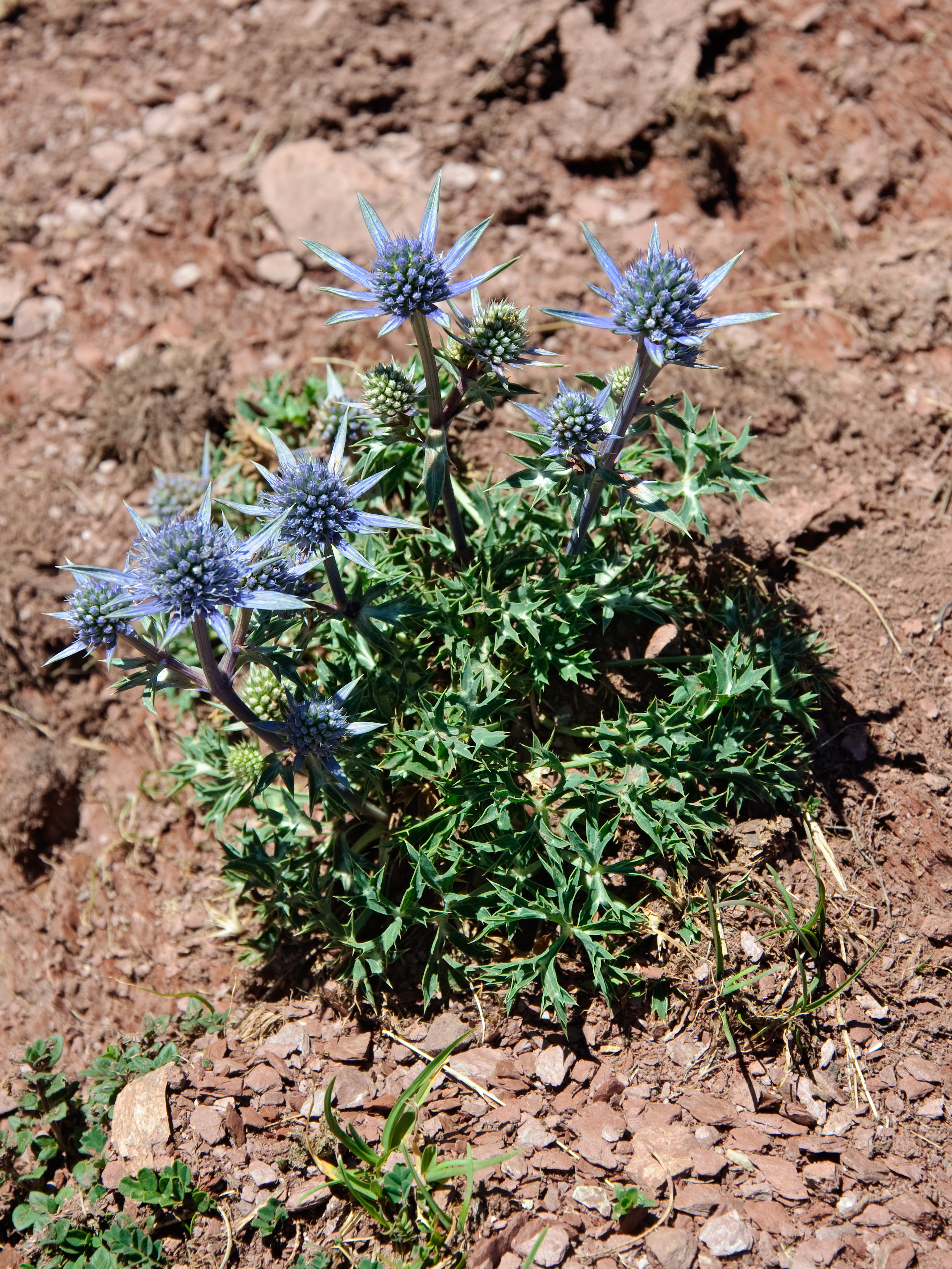
Panicaut de Bourgat près du lac d'Estaens.
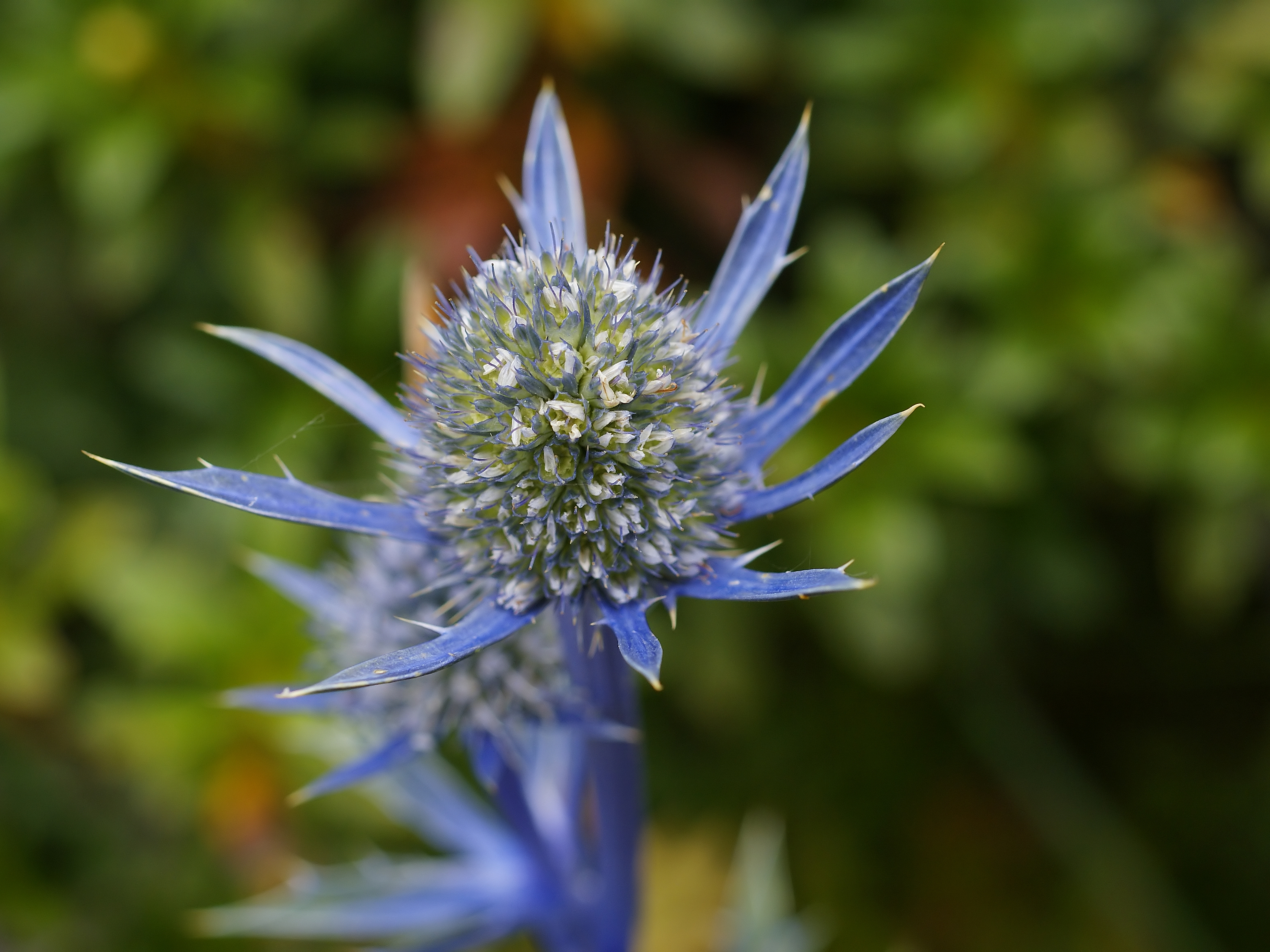
Panicaut de Bourgat près d'El Serrat (Andorre).

## Caractéristiques
- Organes reproducteurs[4] :
  - Type d'inflorescence : ombelle d'ombellules
  - Répartition des sexes : hermaphrodite
  - Type de pollinisation : entomogame
  - Période de floraison : juillet à août
- Graine[4] :
  - Type de fruit : akène
  - Mode de dissémination : épizoochore
- Habitat et répartition[4] :
  - Habitat type : pelouses basophiles subalpines, pyrénéennes, mésohydriques
  - Aire de répartition : orophyte pyrénéen et de la péninsule ibérique.

## Faune

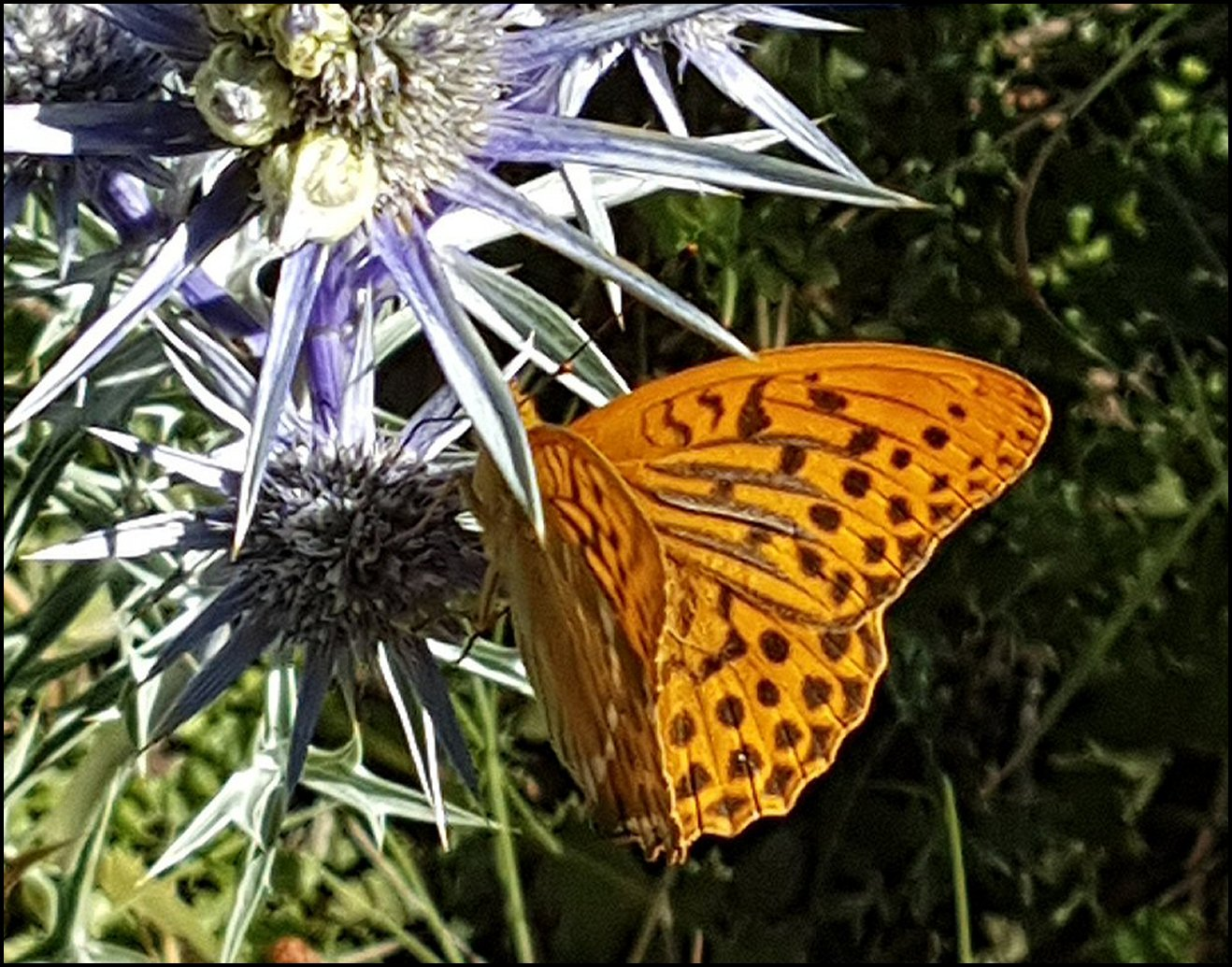
Mâle de Tabac d'Espagne, Argynnis paphia, butinant une inflorescence dEryngium bourgatii. Massif du Cambre d'Aze, Cerdagne, Occitanie.

Comme les autres Panicauts d' Occitanie (Eryngium campestre, Eryngium maritimum),, celui de Bourgat attire, mais en moins grand nombre, des Insectes divers, notamment des Hyménoptères Apidae (Apis mellifica, Bombus terrestris), des Lépidoptères Noctuidae, Lycaenidae (Lycaena virgaureae) et Heliconiidae (Argynnis paphia) ainsi que des Hétéroptères (Graphosoma italicum)
Les inflorescences peuvent porter des galles globuleuses ou piriformes probablement dues à un insecte indéterminé (?).

## Utilisations
L'industrie lainière utilisait certains chardons pour peigner les fibres du textile, les démêler, les nettoyer afin de faire disparaître les inégalités et les nœuds. On les appelle les chardons lainier.